# Lithacodia picta
Lithacodia picta là một loài bướm đêm trong họ Noctuidae.